# تشاند بيبي
تشاند بيبي (1550م - 1599م) المعروفة أيضًا باسم تشاند خاتون أو تشاند سلطانة هي ملكة وبطلة هنديَّة. كانت وصيَّة عرش سلطنة بيجابور في الفترة من 1580م إلى سنة 1590م ثم وصيَّة العرش في سلطنة أحمد نجار خلال عهد ابن أخيها الأكبر «بهادُر نظام شاه» في الفترة من 1595م إلى سنة 1596م. اشتهرت تشاند بيبي بدفاعها عن سلطنة أحمد نجار ضد جيش المغول بقيادة أكبر عام 1595م.